# Obelix
Obelix (franska: Obélix) är en seriefigur i serien Asterix och bäste vän och kompanjon till seriens huvudperson Asterix. Hans namn kommer från obèle eller obélisque, som är det franska ordet för † – ett typografiskt kors, som är ett alternativ till asterisken. Det är också en ordlek med obelisk, ett hugget stenmonument, till vilken Obelix levererar råvaran bautasten.
Obelix är storvuxen, rödhårig, mustaschprydd och bär blåvitrandiga byxor. Han är godhjärtad, men måttligt begåvad – han har till exempel svårt att förstå många av de romerska sederna, och säger därför ofta "De är inte kloka, de där romarna". Obelix intressen är att slåss mot romare (han samlar på deras hjälmar) och att jaga och äta vildsvin. Han inbillar sig att romarna gillar – eller åtminstone borde gilla att få stryk av honom lika mycket som han gillar att klå upp dem.
Obelix råa och okontrollerbara klumpiga styrka beror på att han som liten föll ner i grytan med den trolldryck som byns druid Miraculix tillagar och som ger enorm styrka åt den som dricker av den. Detta gör också att det skulle vara farligt för Obelix att dricka mer trolldryck, något som han ofta surar för. Miraculix har dock vid något enstaka extraordinärt styrkekrävande tillfälle tilldelat Obelix en droppe trolltryck (i Asterix och Kleopatra). Obelix yrke är att hugga och transportera bautastenar, som bland annat används till obelisker. Obelix ger gärna bautastenar som gåva, en gåva som kanske inte alltid står högst på mottagarens önskelista. Obelix har en liten vit hund, av obestämd ras, som heter Idefix.